# هاري هوثورن
هاري بيرترام هوثورن (15 أكتوبر 1910 - 29 يوليو 2006) أنثروبولوجي كندي وأمين المتحف. وهو معروف بعمله مع الأمم الأولى الساحلية لكولومبيا البريطانية.

## نبذة
ولد هاوثورن في ويلينغتون، نيوزيلندا، ودرس في كلية جامعة فيكتوريا (بكالوريوس وماجستير)، ثم كلية أوكلاند الجامعية (بكالوريوس)، (تم إصدار الدرجات من جامعة نيوزيلندا)، وجامعة ييل (دكتوراه). كانت خبراته الميدانية الأولى مع الماوري في نيوزيلندا وفي بيرو.
انضم إلى أعضاء هيئة التدريس في جامعة كولومبيا البريطانية في عام 1947، وأسس برنامج الأنثروبولوجيا الخاص بها، وناصر شرعية الفن الهندي الساحل الشمالي الغربي باعتباره فنًا عاليًا، وكان، إلى جانب زوجته وزميلته أودري هاوثورن، القوة الدافعة وراء إنشاء UBC's متحف الأنثروبولوجيا العالمي. كان بطلًا مبكرًا لفنانين الساحل الشمالي الغربي مثل مونغو مارتن وبيل ريد.